# Podica senegalensis
Il rallo tuffatore africano, svasso folaga africano o svassorallo africano  (Podica senegalensis (Vieillot, 1817)) è un uccello gruiforme della famiglia Heliornithidae. È l'unica specie nota del genere Podica Lesson, 1831.. 

## Descrizione
Questa specie è lunga 35–59 cm, con un peso di 338–879  g.

## Biologia
È un uccello acquatico che si nutre principalmente di invertebrati (larve e adulti di insetti, ragni e crostacei) e piccoli invertebrati (pesci e anfibi).

## Distribuzione e habitat
Il rallo tuffatore africano è ampiamente diffuso nell'Africa subsahariana (Angola, Benin, Botswana, Burkina Faso, Burundi, Camerun, Repubblica Centrafricana, Ciad, Repubblica del Congo, Repubblica Democratica del Congo, Costa d'Avorio, Guinea Equatoriale, Etiopia, Gabon, Gambia, Ghana, Guinea, Kenya, Liberia, Malawi, Mali, Mozambico, Namibia, Niger, Nigeria, Ruanda, Senegal, Sierra Leone, Sudafrica, Swaziland, Tanzania, Togo, Uganda, Zambia, Zimbabwe).